# Bazinghen
Bazinghen è un comune francese di 431 abitanti situato nel dipartimento del Passo di Calais nella regione dell'Alta Francia.

## Villaggi vicini
Audresselles, Ambleteuse

## Società

### Evoluzione demografica
Abitanti censiti